# Julija Stoliarenko
Julija Stoliarenko (Kaunas, 8 de abril de 1993) é uma lutadora lituana de artes marciais mistas, luta na categoria peso galo feminino do Ultimate Fighting Championship.

## Carreira no MMA

### The Ultimate Fighter
Julija Stoliarenko foi uma das participantes do The Ultimate Fighter 28. No The Ultimate Fighter 28 Finale Stoliarenko perdeu para Leah Letson por decisão dividida.

### Invicta FC
Em 6 de março de 2020 Julija derrotou Liza Verzosa e se tornou a campeã peso galo do Invicta FC.

### Ultimate Fighting Championship
Stoliarenko é esperada para fazer sua estreia no UFC contra Yana Kunitskaya em 8 de agosto de 2020 no UFC Fight Night: Lewis vs. Oleinik.

## Cartel no MMA
| Cartel no MMA   |             |            |
| 18 lutas        | 10 vitórias | 6 derrotas |
| Por nocaute     | 0           | 2          |
| Por finalização | 9           | 1          |
| Por decisão     | 1           | 3          |
| Empates         | 2           | 2          |

| Res.    | Cartel | Oponente               | Método                                  | Evento                                     | Data       | Round | Tempo | Local               | Notas                                                    |
| ------- | ------ | ---------------------- | --------------------------------------- | ------------------------------------------ | ---------- | ----- | ----- | ------------------- | -------------------------------------------------------- |
| Vitória | 10-6-2 | Jessica-Rose Clark     | Finalização (chave de braço)            | UFC 276: Adesanya vs. Cannonier            | 02/07/2022 | 1     | 0:42  | Las Vegas, Nevada   |                                                          |
| Derrota | 9-6-2  | Alexis Davis           | Decisão (unânime)                       | UFC Fight Night: Hermansson vs. Strickland | 05/02/2022 | 3     | 5:00  | Las Vegas, Nevada   |                                                          |
| Derrota | 9-5-2  | Julia Avila            | Finalização (mata leão)                 | UFC Fight Night: Gane vs. Volkov           | 26/06/2021 | 3     | 4:19  | Las Vegas, Nevada   |                                                          |
| Derrota | 9-4-2  | Yana Kunitskaya        | Decisão (unânime)                       | UFC Fight Night: Lewis vs. Oleinik         | 08/08/2020 | 3     | 5:00  | Las Vegas, Nevada   |                                                          |
| Vitória | 9–3–2  | Lisa Spangler          | Decisão (dividida)                      | Invicta FC: Phoenix Series 3               | 06/03/2020 | 5     | 5:00  | Kansas City, Kansas | Ganhou o Cinturão Peso Galo Feminino Vago do Invicta FC. |
| Vitória | 8–3–2  | Maria Tatunashvili     | Finalização (chave de braço)            | King of Kings 80                           | 16/11/2019 | 1     | 0:20  | Vilnius             |                                                          |
| Vitória | 7–3–2  | Victoria Dvaraninovich | Finalização (chave de braço)            | KOK World Series 2019 in Kaunas            | 21/09/2019 | 1     | 0:19  | Kaunas              |                                                          |
| Vitória | 6–3–2  | Marta Waliczek         | Finalização (chave de braço)            | Celtic Gladiator 24                        | 29/06/2019 | 1     | 0:30  | Bielsko-Biała       | Ganhou o Cinturão Peso Galo Vago do CG.                  |
| Vitória | 5–3–2  | Natalya Dyachkova      | Finalização (chave de braço)            | KOK World Series 2019 in Vilnius           | 16/03/2019 | 1     | 0:00  | Vilnius             | Volta ao Peso Galo.                                      |
| Derrota | 4–3–2  | Leah Letson            | Decisão (dividida)                      | The Ultimate Fighter: Heavy Hitters Finale | 30/11/2018 | 3     | 5:00  | Las Vegas, Nevada   | Estreia no Peso Pena.                                    |
| Vitória | 4–2–2  | Alecia Zomkowski       | Finalização (chave de braço)            | Bushido 74                                 | 04/05/2018 | 1     | 0:22  | Vilnius             |                                                          |
| Vitória | 3–3–2  | Tatsiana Firsava       | Finalização (chave de braço)            | KOK Hero's World Series 2018 in Vilnius    | 17/03/2018 | 1     | 0:58  | Vilnius             |                                                          |
| Vitória | 2–2–2  | Tetyana Voznyuk        | Finalização (chave de braço)            | KOK World Grand Prix 2017 in Kaunas        | 23/09/2017 | 1     | 0:58  | Kaunas              |                                                          |
| Empate  | 1–2–2  | Martyna Czech          | Empate (majoritário)                    | KOK World GrandPrix2016 in Vilnius         | 19/03/2016 | 2     | 5:00  | Vilnius             |                                                          |
| Derrota | 1–2–1  | Lucie Pudilová         | Nocaute técnico (interrupção do córner) | Fighters Arena 9                           | 27/03/2015 | 2     | 5:00  | Příbram             |                                                          |
| Derrota | 1–1–1  | Agnieszka Niedźwiedź   | Nocaute técnico (cotoveladas)           | Fighters Arena 9                           | 07/09/2014 | 3     | 2:51  | Józefów             |                                                          |
| Vitória | 1–0–1  | Eeva Siiskonen         | Finalização (chave de braço)            | Carelia Fight 9                            | 07/09/2013 | 1     | 1:25  | Imatra              |                                                          |
| Empate  | 0–0–1  | Evelyn Adomulyte       | Empate                                  | SWAT 30                                    | 14/04/2012 | 3     | 5:00  | Kaunas              | Estreia no Peso Galo.                                    |